# Marcelo Zoloa
Marcelo Zoloa (Mendoza, Argentina, 29 de mayo de 1970) es un cantante, compositor, productor y guitarrista de rock argentino.

## Trayectoria
Es líder y fundador de la banda de rock mendocina Béla Lugosi desde su formación en 1993 y se ha mantenido como único miembro activo desde entonces. Con esta agrupación lleva editado siete trabajos discográficos y ha tocado en escenarios de gran parte de Argentina como en el extranjero, visitando Chile, Uruguay o México.
Sus influencias van desde Nick Cave, Tom Waits, Lou Reed, Leonard Cohen, The Beatles y artistas locales como Luca Prodan (de Sumo), Federico Moura (de Virus), Manal, Miguel Abuelo o Moris. En 2021 editó su primer disco en solitario titulado Triángulo. El material fue nominado a los premios Grammy latino y premios Gardel respectivamente en las categorías Álbum del año, Mejor álbum cantautor y grabación del año.
En 2023 presentó su segundo disco como solista, titulado La balada del desierto y la montaña, también grabado en los estudios Vade Records.
A fines de 2024, Zoloa continuó expandiendo su propuesta artística con canciones nuevas y proyectos paralelos. Estrenó Lo Azul de lo Verde, una obra conceptual de cuatro canciones para música de meditación en movimiento (Tai chi), la cual subió a sus plataformas.

## Discografía

### Béla Lugosi
- 2000: Que hago aquí (estudio, PopArt Discos)
- 2002: Haciendo lo que queremos (estudio, PopArt Discos)
- 2004: Decidir  (estudio, PopArt Discos)
- 2007: Tomándoselo con calma (estudio, PopArt Discos)
- 2009: Desde el puente (estudio, PopArt Discos)
- 2013: La sombra del lobo (estudio, BMV Producciones)
- 2017: El día después (estudio, independiente)

### Solista
- 2021: Triángulo (en estudio, Vade Records)
- 2023: La balada del desierto y la montaña (en estudio, Vade Records)[11]
- 2024: Lo Azul de lo Verde